# Wereldvoetballer van het jaar 2001

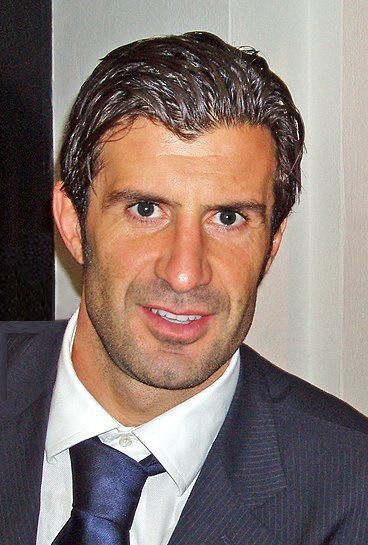
Luís Figo werd in 2001 Wereldvoetballer van het jaar.

In 2001 werd Luís Figo door de FIFA verkozen tot Wereldvoetballer van het jaar. Mia Hamm won de eerste editie van de vrouwelijke equivalent.

## Resultaten

### Mannen
| #  | Speler               | Club                           | Punten |
| -- | -------------------- | ------------------------------ | ------ |
| 1  | Luís Figo            | Real Madrid                    | 250    |
| 2  | David Beckham        | Manchester United              | 238    |
| 3  | Raúl                 | Real Madrid                    | 96     |
| 4  | Zinédine Zidane      | Juventus → Real Madrid         | 94     |
| 5  | Rivaldo              | FC Barcelona                   | 92     |
| 6  | Juan Sebastián Verón | Lazio Roma → Manchester United | 71     |
| 7  | Oliver Kahn          | Bayern München                 | 65     |
| 8  | Michael Owen         | Liverpool                      | 61     |
| 9  | Andrij Sjevtsjenko   | AC Milan                       | 46     |
| 10 | Francesco Totti      | AS Roma                        | 40     |

### Vrouwen

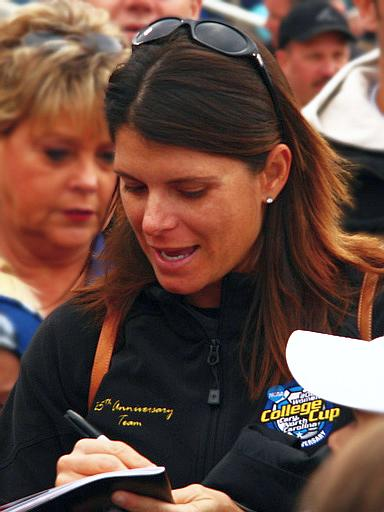
Mia Hamm werd in 2001 Wereldvoetbalster van het jaar.

| #  | Speler           | Punten |
| -- | ---------------- | ------ |
| 1  | Mia Hamm         | 154    |
| 2  | Sun Wen          | 79     |
| 3  | Tiffeny Milbrett | 47     |
| 4  | Birgit Prinz     | 40     |
| 5  | Doris Fitschen   | 37     |
| 6  | Sissi            | 35     |
| 7  | Hanna Ljungberg  | 29     |
| 8  | Bettina Wiegmann | 17     |
| 9  | Hege Riise       | 16     |
| 10 | Dagny Mellgren   | 13     |

## Referentie
- World Player of the Year - Top 10

1991 · 1992 · 1993 · 1994 · 1995 · 1996 · 1997 · 1998 · 1999 · 2000 · 2001 · 2002 · 2003 · 2004 · 2005 · 2006 · 2007 · 2008 · 2009